# 维罗妮卡
维罗妮卡（英語：Veronica）是一个基于Gopher协议的搜索引擎系统，由内华达大学里诺分校的史蒂芬·福斯特（Steven Foster）和弗雷德·巴里（Fred Barrie）于1992年开发创建。
维罗妮卡持续更新的数据库收录了成千上万台Gopher服务器上几乎所有的菜单名录。维罗尼卡的数据库可以从最主要的Gopher菜单中搜索。
虽然这个名字的正式解释是"Very Easy Rodent-Oriented Net-wide Index to Computer Archives"（面向啮齿动物的简易全网络计算机档案索引）的首字母缩写，但选用这个名字也是为了配合名为“阿奇”（Archie）的FTP搜索引擎服务——维罗妮卡·洛奇是《阿奇漫画》中另一个角色的名字。

## 维罗妮卡-2
维罗妮卡-2 （页面存档备份，存于）是一个由卡梅伦·凯瑟对维罗妮卡彻底代码重构后的版本。截至2010年9月，它的索引已囊括1,320,747个选择器。